# Kommissarin Lucas – Kettenreaktion
Kettenreaktion ist ein Film des ZDF, der Teil der Serie Kommissarin Lucas ist. Tim Trageser führte Regie bei dem 2014 ausgestrahlten Fernsehfilm. Für Ellen Lucas (Ulrike Kriener) geht es in ihrem zwanzigsten Fall um einen Banküberfall, der im Zusammenhang mit Drogen und weiteren Straftaten steht. Die Haupt-Gaststars dieser Folge sind Peter Schneider, Alexandra Finder, Julian Olivi und Tom Lass.

## Handlung
Während Max Kirchhoff, der Vermieter von Kriminalhauptkommissarin Ellen Lucas, in seiner Garage werkelt, explodiert unmittelbar neben ihm die Garage seines Nachbarn. Lucas und ihr Team finden darin die Leiche des Lebensmittelchemikers Egon Potthast und ein kleines Crystal-Meth-Labor, sowie eine größere Menge Bargeld, die nachweislich aus einem Bankraub stammt. Der Mieter der Garage, Robert Kienle, ist verschwunden, ebenso dessen Sohn Moritz. Nachdem im Wald ein blutverschmierter Rucksack gefunden wird, der nachweislich Moritz gehört, forciert die Polizei die Suche nach dem Jungen und richtet eine Sonderkommission ein.
Lucas und ihr Team ermitteln indessen weiter im Fall Potthast. Nach gerichtsmedizinischer Untersuchung war der Mann bereits tot als sich die Explosion ereignete, die durch eine Selbstentzündung der Chemikalien zustande kam. Für die Ermittler steht fest, dass Robert Kienle mit dem Opfer zusammen die illegale Drogenküche betrieben haben muss. Möglicherweise sind beide in Streit geraten, sodass es letztendlich zu dem Unglück kam. Die Tatsache, dass Kienle offensichtlich mehr Geld braucht, als das Drogengeschäft abgeworfen hat und er deshalb auch kurz hintereinander noch zwei Banküberfälle begangen hat, lässt nun den Schluss zu, dass er erpresst wird und jemand seinen Sohn Moritz entführt hat. Sophie Kienle, Moritz’ Mutter, ist zwar sehr besorgt um ihrem Sohn, kann aber nichts zur Aufklärung beitragen, da sie gerade in einer Suchtklinik behandelt wird. Dennoch kommen die Ermittler dahinter, dass der tschechische Drogenhändler Petr Moritz Kienle wahrscheinlich gefangen hält und Lösegeld von seinem Vater erpresst. Nach der Übergabe eines Teils der von Petr geforderten Summe fährt sich Kienle im Wald fest und wird in der Folge von der Polizei gestellt. Verzweifelt versucht er einer Festnahme zu entgehen und bringt die ihn verfolgende Kommissarin Lucas in seine Gewalt. Nachdem eine Straßensperre sein Ziel, Moritz zu retten, zunichtemacht, kann die Kommissarin Kienle zur Aufgabe überreden. Sie verspricht ihm dafür, Moritz zu helfen. Im Verhör gesteht er, dass er das Crystal Meth nicht nur an seinen Hauptabnehmer Petr liefert, sondern versucht hatte, es auch direkt an dessen vietnamesischen Kunden Thien zu verkaufen. Nachdem Petr das herausgefunden hatte, war er in Kienles Wohnung eingedrungen und hatte Moritz offensichtlich entführt, um Kienle zu bestrafen. Lucas lässt Thien festnehmen, um über ihn an Petr zu kommen. Doch gibt es inzwischen Zweifel, ob Moritz wirklich von Petr entführt worden ist. Hinweise deuten darauf hin, dass der Junge möglicherweise nur weggelaufen ist und sich versteckt hält. Eine dieser Spuren führt zu einem Kieswerk, wo Moritz tatsächlich gefunden wird.
Moritz erklärt der Polizei, dass er seine Familie beschützen wollte. Er wusste von der Drogenküche in der Garage seines Vaters und war dorthin gegangen, um Egon Potthast zu überreden damit aufzuhören, Drogen herzustellen. Schließlich sei seine Mutter bereits deswegen in einer Klinik und er wolle nun nicht auch noch seinen Vater verlieren. Im Streit darüber habe er Potthast gestoßen, der daraufhin mit dem Kopf gegen eine Tischkante gefallen sei und dabei auch die Chemikalien umgestoßen habe. Als sich der Mann nicht mehr bewegt habe, sei er weggelaufen.
Bis Sophie Kienle aus der Suchtklinik entlassen wird, muss Moritz in eine Pflegefamilie, da sich sein Vater wegen seiner Vergehen vor Gericht verantworten muss und in Untersuchungshaft behalten wird.

## Produktion, Veröffentlichung
Kettenreaktion wurde in München gedreht und am 10. Mai 2014 zur Hauptsendezeit im ZDF erstausgestrahlt.

## Rezeption

### Einschaltquote
Der Fernsehfilm Kommissarin Lucas – Kettenreaktion erreichte bei seiner Erstausstrahlung im ZDF am 10. Mai 2014 durchschnittlich 6,16 Millionen Zuschauer, was 20,5 Prozent des Marktanteils in Deutschland entsprach.

### Kritik
Thomas Gehringer urteilte bei Tittelbach.tv: „Ein Hauch von ‚Breaking Bad‘ weht durch Regensburg: In Tim Tragesers ‚Kettenreaktion‘ aus der Reihe ‚Kommissarin Lucas‘ fliegt eine Crystal-Meth-Küche in die Luft, ein Mann stirbt und ein anderer überfällt Banken, weil sein Sohn verschwunden ist. Dieser verzweifelte Alleingang gibt den Rhythmus vor. Hohes Tempo, Spannung, eine grenzüberschreitend angelegte Handlung, aber auch etliche ‚belehrende‘ Dialoge & allzu plakative Aussagen.“
Bei Quotenmeter.de kritisierte Sidney Schering: „Dank einer klaren Struktur und einem konstant steigenden Spannungsbogen funktioniert […] dieser Kriminalfilm […] [gut und zeigt] wie harte chemische Drogen eine ganze Reihe von Ereignissen in Gang setzen können, die ein einstiges Familienidyll zerstören. […] [Doch] die Illustration dieser Zusammenhänge gerade im Mittelteil [wirken] arg moralisierend und mit dem erhobenen Zeigefinger.“ Erst „gen Schluss [wird] wieder stärker an der Spannungsschraube gedreht“, sodass „sich dieser üble Nachgeschmack weitgehend verliert“. „Die Darsteller der zerfallenden Familie Kienle [spielen] ihre Rollen so gut, dass auch einzelne dick aufgetragene Dialogzeilen lebensnah erscheinen. Heimlicher Star dieses ZDF-Krimis ist daher Peter Schneider als überforderter, von der Drogenmafia ausgenutzter Familienvater. Verzweiflung, Wut, kriminelle Energie und ehrliche Liebe zu seiner Familie: Der Mime vereint all dies zu einem runden, schwer berechenbaren, doch stets glaubhaften Charakter.“
Die Kritiker der Fernsehzeitschrift TV Spielfilm werteten: „Etwas uneben, aber auch spannend, ja berührend.“